# Partido do Porto
O Partido do Porto foi uma divisão militar portuguesa criada em 1758 com sede na cidade do Porto, com território destacado das províncias da Beira e de Entre-Douro-e-Minho. O território do Partido, que tinha algumas prerrogativas de província, ia desde Vila do Conde a norte até ao rio Mondego a sul. A sua criação esteve relacionada sobretudo com a abertura do novo porto de Aveiro e da necessidade da criação de um comando militar que protegesse a região. A autoridade máxima do Partido era o Governador das Armas do Porto.
O Partido do Porto esteve na base da criação da Província do Douro em 1832.